# Continental Hotels
Continental Hotels este un lanț de hoteluri din România, controlat de omul de afaceri Radu Enache. Lanțul numără 12 hoteluri. Lanțul hotelier Continental Hotels s-a înființat în 1991, fiind cel mai mare lanț hotelier românesc ce acoperă piața de lux, business și economy. Orașele în care Continental Hotels este prezent sunt: București, Arad, Oradea, Sibiu, Constanța, Târgu Mureș, Drobeta Turnu Severin și Suceava, totalizând peste 1860 de camere.    

## Hoteluri din lanț
Continental Hotels deține proprietăți în 8 orașe importante din România, precum:
- Grand Hotel Continental, București (5 stele)
- Continental Forum (4 stele) la Arad, București, Constanța, Oradea, Sibiu și Târgu Mureș,
- Continental (3 stele) la Drobeta-Turnu Severin
- MyContinental (3 stele) în București, Sibiu și Suceava
- Hello Hotels (2 stele), București

## Informații Corporate
Număr de angajați:
- 2008: 960[1]
- 2009: 880[1]

Cifra de afaceri:
- 2008: 27 milioane euro[2]
- 2009: 81,4 milioane lei[3]